# New York Liberty 2000
La stagione 2000 delle New York Liberty fu la 4ª nella WNBA per la franchigia.
Le New York Liberty vinsero la Eastern Conference con un record di 20-12. Nei play-off vinsero la semifinale di conference con le Washington Mystics (2-0), la finale di conference con le Cleveland Rockers (2-1), perdendo poi la finale WNBA con le Houston Comets (2-0).

## Roster
| N° | Naz.                         | Ruolo | Sportivo            | Anno | Alt. | Peso |
| -- | ---------------------------- | ----- | ------------------- | ---- | ---- | ---- |
| 00 | Ucraina (bandiera)           | C     | Ol'ha Firsova       | 1979 | 198  | 98   |
| 3  | Stati Uniti (bandiera)       | A     | Crystal Robinson    | 1974 | 180  | 70   |
| 5  | Stati Uniti (bandiera)       | C     | Venus Lacy          | 1967 | 191  | 106  |
| 11 | Stati Uniti (bandiera)       | G     | Teresa Weatherspoon | 1965 | 173  | 73   |
| 16 | Spagna (bandiera)            | A     | Marina Ferragut     | 1972 | 191  | 86   |
| 22 | Australia (bandiera)         | G     | Jessica Bibby       | 1979 | 170  | 63   |
| 23 | Stati Uniti (bandiera)       | A     | Sue Wicks           | 1966 | 191  | 79   |
| 24 | Stati Uniti (bandiera)       | C     | Tari Phillips       | 1970 | 185  | 91   |
| 25 | Stati Uniti (bandiera)       | G     | Becky Hammon        | 1977 | 168  | 61   |
| 30 | Stati Uniti (bandiera)       | A     | Shea Mahoney        | 1977 | 188  | 82   |
| 42 | Antigua e Barbuda (bandiera) | A     | Desiree Francis     | 1975 | 185  | 84   |
| 44 | Stati Uniti (bandiera)       | C     | Tamika Whitmore     | 1977 | 188  | 86   |
| 55 | Stati Uniti (bandiera)       | A     | Vickie Johnson      | 1972 | 175  | 68   |

## Staff tecnico
- Allenatore: Richie Adubato
- Vice-allenatori: Pat Coyle, Jeff House